# Halálozások 1992-ben
Ez a szócikk az 1992-es évben elhunyt nevezetes személyeket sorolja fel.

## December
| Dátum        | Név              | Foglalkozás / tisztség                                              | Kor | Forrás                                                       |
| ------------ | ---------------- | ------------------------------------------------------------------- | --- | ------------------------------------------------------------ |
| december 30. | César Domela     | holland festő, szobrász, tipográfus, fotográfus                     | 092 | [ 1 ]                                                        |
| december 26. | Jan Flinterman   | holland autóversenyző                                               | 073 | –                                                            |
| december 26. | Kemény János     | matematikus, számítástechnikus                                      | 066 | –                                                            |
| december 22. | A. N. Alcaff     | indonéz színész                                                     | 067 | –                                                            |
| december 21. | Stella Adler     | amerikai színésznő                                                  | 091 |                                                              |
| december 21. | Philip Farkas    | kürtművész, pedagógus                                               | 078 | –                                                            |
| december 20. | A. Hamid Arief   | indonéz színész                                                     | 068 | –                                                            |
| december 19. | H. L. A. Hart    | brit jogfilozófus                                                   | 085 |                                                              |
| december 19. | Johannes Schauer | osztrák színész                                                     | 074 | –                                                            |
| december 17. | Günther Anders   | német-osztrák filozófus, költő, író                                 | 090 |                                                              |
| december 16. | Anton Koolhaas   | holland író, újságíró, forgatókönyvíró                              | 080 |                                                              |
| december 15. | Sven Delblanc    | svéd író                                                            | 061 | –                                                            |
| december 10. | Celia Gámez      | spanyol-argentin színész                                            | 087 |                                                              |
| december 9.  | Vincent Gardenia | olasz származású amerikai színész                                   | 072 |                                                              |
| december 8.  | Edmund Zieliński | lengyel jégkorongozó, olimpikon                                     | 083 |                                                              |
| december 7.  | Adamik Zoltán    | atléta, edző                                                        | 064 |                                                              |
| december 7.  | Dana Andrews     | amerikai színész                                                    | 083 | –                                                            |
| december 7.  | Alojzy Ehrlich   | világbajnoki ezüstérmes (1936, 1937, 1939) lengyel asztaliteniszező | 078 | –                                                            |
| december 5.  | Jung Tamás       | címzetes püspök, bánáti apostoli kormányzó                          | 080 | –                                                            |
| december 3.  | Luis Alcoriza    | mexikói színész, forgatókönyvíró, filmrendező                       | 074 |                                                              |
| december 1.  | Rónai Pál        | magyar-brazil nyelvész, kritikus, író, fordító                      | 085 | Archiválva 2019. április 10-i dátummal a Wayback Machine-ben |

## November
| Dátum        | Név                        | Foglalkozás / tisztség                                                          | Kor | Forrás                                                      |
| ------------ | -------------------------- | ------------------------------------------------------------------------------- | --- | ----------------------------------------------------------- |
| november 29. | Robert F. Simon            | amerikai színész                                                                | 083 |                                                             |
| november 26. | Tamási Lajos               | magyar költő                                                                    | 069 | –                                                           |
| november 25. | Joseph Arthur Ankrah       | ghánai politikus, köztársasági elnök (1966–1969)                                | 077 | Archiválva 2017. július 18-i dátummal a Wayback Machine-ben |
| november 23. | Roy Acuff                  | amerikai countryénekes                                                          | 089 |                                                             |
| november 22. | Sterling Holloway          | amerikai színész, szinkronszínész (Macskarisztokraták, Susie, a kicsi kék autó) | 087 |                                                             |
| november 20. | Frank Mária                | úszó, gyermekorvos                                                              | 049 |                                                             |
| november 19. | Diane Varsi                | amerikai színésznő                                                              | 054 |                                                             |
| november 17. | Audre Lorde                | amerikai író, feminista, társadalmi aktivista                                   | 058 |                                                             |
| november 12. | Giulio Carlo Argan         | olasz politikus, művészetkritikus                                               | 083 |                                                             |
| november 9.  | Natalie Joyce              | amerikai színésznő                                                              | 090 |                                                             |
| november 8.  | Dégi István                | színész                                                                         | 057 | –                                                           |
| november 7.  | Alexander Dubček           | szlovák politikus                                                               | 070 |                                                             |
| november 6.  | Vass Lajos                 | zeneszerző                                                                      | 065 |                                                             |
| november 5.  | Élő Árpád                  | fizikus, matematikus, csillagász, sakkozó                                       | 089 | –                                                           |
| november 5.  | Jan Oort                   | holland csillagász, a rádiócsillagászat egyik úttörője és fejlesztője           | 092 |                                                             |
| november 4.  | José Luis Sáenz de Heredia | spanyol forgatókönyvíró és filmrendező                                          | 081 |                                                             |
| november 3.  | Csákányi László            | színművész, énekes                                                              | 071 | –                                                           |
| november 3.  | Jack Davis                 | amerikai gyerekszínész                                                          | 078 |                                                             |
| november 3.  | Hanya Holm                 | német származású amerikai táncosnő és koreográfus                               | 099 |                                                             |
| november 3.  | Nagy István György         | mérnök, technikatörténész, szakíró                                              | 088 | –                                                           |
| november 2.  | Hal Roach                  | amerikai színész, filmrendező, producer                                         | 100 |                                                             |

## Október
| Dátum       | Név             | Foglalkozás / tisztség                                                       | Kor | Forrás |
| ----------- | --------------- | ---------------------------------------------------------------------------- | --- | ------ |
| október 27. | Ivan Andreadis  | többszörös világbajnok csehszlovák-cseh asztaliteniszező                     | 068 |        |
| október 26. | Albert Hyzler   | máltai politikus, államfő (1981–82)                                          | 076 |        |
| október 24. | Luis Rosales    | spanyol költő, esszéíró                                                      | 082 |        |
| október 22. | Cleavon Little  | amerikai színész                                                             | 053 |        |
| október 17. | Tamás Aladár    | költő, író, műfordító, szerkesztő, politikus, diplomata                      | 093 |        |
| október 8.  | Willy Brandt    | volt nyugatnémet szövetségi kancellár                                        | 078 |        |
| október 8.  | Rátonyi Róbert  | színművész, operetténekes                                                    | 069 | —      |
| október 6.  | Denholm Elliott | angol színész (Az elveszett frigyláda fosztogatói, Az utolsó kereszteslovag) | 070 |        |
| október 4.  | Bay Zoltán      | magyar fizikus                                                               | 092 | —      |
| október 4.  | Denny Hulme     | világbajnok (1967) új-zélandi Formula–1-es autóversenyző                     | 056 | —      |
| október 3.  | Nikolits Mihály | Baranya megyei főispán (1943–1945)                                           | 091 | —      |
| október 1.  | Petra Kelly     | német politikus                                                              | 044 | —      |

## Szeptember
| Dátum          | Név                            | Foglalkozás / tisztség                                           | Kor | Forrás |
| -------------- | ------------------------------ | ---------------------------------------------------------------- | --- | ------ |
| szeptember 30. | Maria Malicka                  | lengyel színésznő                                                | 092 |        |
| szeptember 30. | Szilágyi György                | sakkozó, nemzetközi mester, sakkolimpiai bronzérmes              | 071 | –      |
| szeptember 28. | Árkus József                   | újságíró, műsorvezető                                            | 061 | –      |
| szeptember 28. | António Rodrigo Pinto da Silva | portugál botanikus                                               | 080 | –      |
| szeptember 27. | Keith Prentice                 | amerikai színész                                                 | 052 |        |
| szeptember 21. | Bill Williams                  | amerikai színész                                                 | 077 |        |
| szeptember 20. | Musa Anter                     | törökországi kurd író és politikai aktivista                     | 072 | –      |
| szeptember 18. | Lona Andre                     | amerikai színésznő                                               | 077 |        |
| szeptember 14. | Ted Weiss                      | magyar származású amerikai politikus, a képviselőház tagja       | 064 |        |
| szeptember 14. | Jankó József                   | magyar agrárközgazdász, egyetemi tanár                           | 083 | –      |
| szeptember 12. | Ruth Nelson                    | amerikai színésznő                                               | 087 |        |
| szeptember 12. | Anthony Perkins                | amerikai színész (Psycho)                                        | 060 | –      |
| szeptember 11. | Frank McKinney                 | olimpiai bajnok (1960) amerikai úszó                             | 053 |        |
| szeptember 5.  | Fritz Leiber                   | amerikai fantasy-, horror- és sci-fi-regény író                  | 081 |        |
| szeptember 2.  | Barbara McClintock             | amerikai fiziológiai és orvostudományi Nobel-díjas (1983) kutató | 090 |        |
| szeptember 1.  | Morris Carnovsky               | amerikai színész                                                 | 094 |        |

## Augusztus
| Dátum          | Név                | Foglalkozás / tisztség                                 | Kor | Forrás                                                       |
| -------------- | ------------------ | ------------------------------------------------------ | --- | ------------------------------------------------------------ |
| Ismeretlen nap | Lucy Desmond       | olimpiai bronzérmes (1928) brit tornász                | 093 |                                                              |
| augusztus 30.  | Berkes János       | tanító, a Demokrata Néppárt országgyűlési képviselője  | 090 | –                                                            |
| augusztus 29.  | Félix Guattari     | francia filozófus, szemiotológus, pszichoanalitikus    | 062 |                                                              |
| augusztus 26.  | Bob De Moor        | belga képregényalkotó                                  | 066 |                                                              |
| augusztus 23.  | Székely János      | költő, író, drámaíró                                   | 063 | –                                                            |
| augusztus 19.  | Inke László        | színművész                                             | 067 | –                                                            |
| augusztus 19.  | Norvel Lee         | olimpiai bajnok (1952) amerikai ökölvívó               | 067 |                                                              |
| augusztus 18.  | John Sturges       | amerikai filmrendező, producer                         | 082 |                                                              |
| augusztus 13.  | Jan Elburg         | holland költő                                          | 072 |                                                              |
| augusztus 12.  | John Cage          | avantgárd zeneszerző                                   | 079 | –                                                            |
| augusztus 8.   | Papp Bertalan      | kétszeres olimpiai bajnok kardvívó                     | 078 |                                                              |
| augusztus 7.   | Mariusz Dmochowski | lengyel színész                                        | 061 | Archiválva 2021. április 17-i dátummal a Wayback Machine-ben |
| augusztus 5.   | Jeff Porcaro       | amerikai dobos, dalszerző, zenei producer              | 038 |                                                              |
| augusztus 4.   | Faddi József       | mezőgazdász, politikus, országgyűlési képviselő (FKGP) | 072 | –                                                            |

## Július
| Dátum      | Név                     | Foglalkozás / tisztség                                           | Kor | Forrás |
| ---------- | ----------------------- | ---------------------------------------------------------------- | --- | ------ |
| július 30. | Borz Miklós             | katona, politikus, országgyűlési képviselő (FKGP)                | 071 | –      |
| július 30. | Joe Shuster             | kanadai-amerikai képregényrajzoló (Superman)                     | 078 |        |
| július 25. | Gunārs Cilinskis        | szovjet-lett színész, filmrendező                                | 061 |        |
| július 19. | Paolo Borsellino        | olasz bíró, a maffia elleni küzdelem egyik jelentős személyisége | 052 |        |
| július 15. | Hammer DeRoburt         | naurui politikus, köztársasági elnök (1968–1976)                 | 069 |        |
| július 13. | Giovanni Battista Breda | olimpiai ezüstérmes olasz párbajtőrvívó                          | 060 |        |
| július 7.  | Josy Barthel            | luxemburgi vegyész, politikus, és olimpiai bajnok (1952) távfutó | 065 |        |
| július 6.  | Marsha P. Johnson       | amerikai LMBT-aktivista                                          | 046 |        |
| július 4.  | Astor Piazzolla         | argentin zeneszerző                                              | 071 | –      |
| július 2.  | Camarón de la Isla      | spanyol-cigány flamencoénekes                                    | 051 |        |

## Június
| Dátum      | Név                   | Foglalkozás / tisztség                                  | Kor | Forrás |
| ---------- | --------------------- | ------------------------------------------------------- | --- | ------ |
| június 28. | Mihails Tāls          | szovjet-lett sakkozó, nagymester, világbajnok           | 055 |        |
| június 27. | Allan Jones           | amerikai színész és énekes                              | 084 |        |
| június 27. | Georg Årlin           | svéd színész                                            | 075 |        |
| június 27. | Winkler Albert        | erdélyi magyar zeneszerző, zongoraművész, karmester     | 062 | –      |
| június 25. | Wrabel Sándor         | festőművész, grafikus, „az 1956-os forradalom festője”  | 065 | –      |
| június 23. | Margot Bernice Ashwin | új-zélandi botanikus                                    | 057 |        |
| június 15. | Çingiz Mustafayev     | azeri újságíró,haditudósító                             | 031 |        |
| június 14. | Thomas Nipperdey      | német történész                                         | 064 |        |
| június 13. | Erik Paaske           | dán színész és énekes                                   | 058 |        |
| június 10. | Hans Jacob Højgaard   | feröeri zeneszerző                                      | 087 | –      |
| június 8.  | Miriam Menkin         | amerikai orvos, a mesterséges megtermékenyítés kutatója | 090 | –      |
| június 2.  | Philip Dunne          | amerikai filmrendező, forgatókönyvíró                   | 084 | –      |

## Május
| Dátum     | Név                             | Foglalkozás / tisztség                                                                                    | Kor | Forrás |
| --------- | ------------------------------- | --- | --- | ------ |
| május 30. | Elly Yunara                     | indonéz színésznő                                                                                         | 068 | –      |
| május 28. | Erkki Itkonen                   | finn nyelvész                                                                                             | 079 |        |
| május 28. | Joseph Maria Piel               | német nyelvész                                                                                            | 088 |        |
| május 25. | Tulio Demicheli                 | argentin filmrendező                                                                                      | 077 |        |
| május 25. | Mallász Gitta                   | úszóbajnok, grafikus, írónő                                                                               | 084 | –      |
| május 23. | Atahualpa Yupanqui              | argentin énekes, gitáros, dalszerző                                                                       | 084 |        |
| május 16. | Marisa Mell                     | osztrák színésznő, festő, televíziós személyiség                                                          | 053 |        |
| május 14. | Klaniczay Tibor                 | Kossuth-díjas irodalomtörténész, tudományos tanácsadó, egyetemi tanár, intézeti igazgató, egyetemi docens | 068 |        |
| május 13. | Nagy Attila                     | kétszeres Jászai Mari-díjas színművész, rendező                                                           | 059 |        |
| május 11. | Kolozsvári Grandpierre Emil     | író, műfordító, kritikus                                                                                  | 085 |        |
| május 8.  | Szergej Vlagyimirovics Obrazcov | orosz bábművész                                                                                           | 090 |        |
| május 8.  | Otto Šimánek                    | cseh színész                                                                                              | 067 |        |
| május 7.  | Soerip                          | indonéz énekesnő és színésznő                                                                             | 070 | —      |
| május 6.  | Marlene Dietrich                | német színésznő, énekesnő                                                                                 | 090 |        |
| május 6.  | Gaston Reiff                    | olimpiai bajnok (1948) belga hosszútávfutó                                                                | 071 |        |
| május 2.  | Margarete Wallmann              | balerina, koreográfus, díszlettervező és operaigazgató                                                    | 087 |        |

## Április
| Dátum       | Név                                 | Foglalkozás / tisztség                                    | Kor | Forrás |
| ----------- | ----------------------------------- | --------------------------------------------------------- | --- | ------ |
| április 29. | Mae Clarke                          | amerikai színésznő                                        | 081 |        |
| április 27. | Frida Zachariassen                  | feröeri festő és író                                      | 079 |        |
| április 26. | Alberta Vaughn                      | amerikai színésznő                                        | 087 |        |
| április 23. | Szatjadzsit Ráj                     | indiai filmrendező, forgatókönyvíró, illusztrátor, szerző | 070 |        |
| április 22. | Steffi Duna                         | magyar származású színésznő, táncosnő                     | 082 | –      |
| április 21. | Sándor Böske                        | magyar színésznő                                          | 084 |        |
| április 20. | Benny Hill                          | angol komikus, színész, humorista, énekes                 | 068 | –      |
| április 16. | Neville Brand                       | amerikai színész                                          | 071 |        |
| április 14. | Négyesy György                      | bíró, sakkozó, sakknagymester, szakíró, sportvezető       | 098 | –      |
| április 14. | Zsigmond László                     | Kossuth-díjas történész                                   | 084 | –      |
| április 11. | James Brown                         | amerikai színész                                          | 072 |        |
| április 11. | Josip Vidmar                        | szlovén író, irodalomkritikus, politikus                  | 096 |        |
| április 10. | Kajdi János                         | olimpiai ezüstérmes ökölvívó                              | 052 |        |
| április 7.  | Tűz Tamás                           | költő, író, katolikus pap                                 | 075 |        |
| április 6.  | Isaac Asimov                        | amerikai író                                              | 072 | –      |
| április 5.  | Molly Picon                         | lengyel-zsidó származású amerikai színésznő               | 094 |        |
| április 5.  | Sam Walton                          | amerikai üzletember, a Walmart áruházlánc alapítója       | 074 |        |
| április 4.  | Lucy Katherine Armitage Chippindall | dél-afrikai botanikus                                     | 079 | –      |
| április 4.  | Samuel Reshevsky                    | lengyel-zsidó származású amerikai sakkozó                 | 080 |        |

## Március
| Dátum       | Név                          | Foglalkozás / tisztség                                    | Kor | Forrás |
| ----------- | ---------------------------- | --------------------------------------------------------- | --- | ------ |
| március 29. | Hans Aslak Guttorm           | számi író                                                 | 084 | [ 7 ]  |
| március 29. | Paul Henreid                 | osztrák-amerikai színész                                  | 084 |        |
| március 26. | Borbereki-Kovács Zoltán      | festő, szobrászművész                                     | 084 | –      |
| március 25. | Nancy Walker                 | amerikai színésznő                                        | 069 |        |
| március 23. | Friedrich August von Hayek   | Nobel-díjas közgazdász                                    | 092 | –      |
| március 21. | John Ireland                 | kanadai-amerikai színész és filmrendező                   | 078 |        |
| március 18. | Antonio Molina               | spanyol színész és flamencoénekes                         | 064 |        |
| március 17. | Jack Arnold                  | amerikai színész, filmrendező                             | 075 |        |
| március 14. | Jean Poiret                  | francia színész, forgatókönyvíró, rendező                 | 065 |        |
| március 13. | Irena Netto                  | lengyel színésznő                                         | 092 |        |
| március 12. | Hans G. Kresse               | holland képregényalkotó                                   | 070 |        |
| március 11. | Benedek László               | magyar származású amerikai filmrendező                    | 087 | –      |
| március 11. | Richard Brooks               | amerikai író, filmrendező, producer                       | 079 |        |
| március 11. | Lily May Perry               | kanadai-amerikai botanikus                                | 097 | –      |
| március 9.  | Menáhém Begín                | izraeli miniszterelnök                                    | 078 | –      |
| március 7.  | Jasper Bella                 | magyar származású német opera-énekesnő (koloratúrszoprán) | 059 | –      |
| március 6.  | Maria Helena Vieira da Silva | portugál festő, Szenes Árpád felesége                     | 083 |        |
| március 5.  | Santos Balmori               | mexikói festő                                             | 092 |        |
| március 3.  | Lella Lombardi               | olasz autóversenyző, Formula–1-es pilóta                  | 050 | –      |
| március 3.  | Dante Maggio                 | olasz színész                                             | 083 |        |
| március 3.  | Veress Sándor                | zeneszerző                                                | 085 | –      |
| március 2.  | Sandy Dennis                 | amerikai színésznő                                        | 054 | –      |
| március 1.  | Marie Déa                    | francia színésznő                                         | 079 |        |

## Február
| Dátum       | Név                         | Foglalkozás / tisztség              | Kor | Forrás |
| ----------- | --------------------------- | ----------------------------------- | --- | ------ |
| február 29. | Karinthy Ferenc             | író                                 | 070 | –      |
| február 22. | Kumorovitz L. Bernát        | történész                           | 091 | –      |
| február 22. | Sudirman                    | malajziai énekes, dalszerző         | 037 |        |
| február 20. | Dick York                   | amerikai színész                    | 063 |        |
| február 19. | Domokos Pál Péter           | etnográfus                          | 090 | –      |
| február 18. | Sylvain Julien Victor Arend | belga csillagász                    | 089 | –      |
| február 18. | Kéry László                 | irodalomtörténész                   | 071 | –      |
| február 16. | Angela Carter               | angol író, újságíró, feminista      | 051 |        |
| február 16. | Abbász al-Múszavi           | a Hezbollah második vezetője        | 039 | –      |
| február 16. | Jânio Quadros               | brazil politikus, államelnök (1961) | 075 |        |
| február 14. | Angelique Pettyjohn         | amerikai színésznő, táncos          | 048 |        |
| február 13. | Dorothy Tree                | amerikai színésznő és író           | 085 |        |
| február 10. | Alex Haley                  | afroamerikai író                    | 070 | –      |
| február 7.  | Elsa Turakainen             | finn színésznő                      | 087 |        |
| február 4.  | John Dehner                 | amerikai színész                    | 076 |        |
| február 4.  | Lisa Fonssagrives           | svéd fotómodell                     | 080 |        |

## Január
| Dátum      | Név                   | Foglalkozás / tisztség                           | Kor | Forrás |
| ---------- | --------------------- | ------------------------------------------------ | --- | ------ |
| január 27. | Satan Panonski        | horvát punk énekes, költő                        | 031 | –      |
| január 27. | Clara Solovera        | chilei költő, zenész, énekes                     | 082 |        |
| január 23. | Freddie Bartholomew   | brit-amerikai gyerekszínész (A bátrak kapitánya) | 067 |        |
| január 16. | Laura Ayres           | portugál orvos, virológus                        | 069 | –      |
| január 16. | Carl-Gustaf Lindstedt | svéd színész                                     | 070 |        |
| január 9.  | Steve Brodie          | amerikai színész                                 | 072 |        |
| január 6.  | Bent Christensen      | dán színész, filmrendező, producer               | 062 |        |
| január 2.  | Ginette Leclerc       | francia színésznő                                | 079 |        |
| január 1.  | Cele Abba             | olasz színésznő                                  | 085 |        |
| január 1.  | Grace Hopper          | a számítógép-tudomány egyik úttörője             | 085 | –      |